# 宝塚市立末広小学校
宝塚市立末広小学校（たからづかしりつ すえひろしょうがっこう）は、兵庫県宝塚市末広町に所在する公立小学校。

## 沿革
- 1979年（昭和54年）4月1日 - 開校。

## 通学区域
- 逆瀬川1丁目 末広町 伊孑志1丁目～3丁目、4丁目(1番・10番～12番) 東洋町(1番)[1]

※卒業後は基本的に宝塚市立宝梅中学校に進学する。

## 通学区域が隣接している学校
- 宝塚市立宝塚第一小学校
- 宝塚市立良元小学校
- 宝塚市立光明小学校
- 宝塚市立末成小学校
- 宝塚市立美座小学校